# Brighton and Hove
Brighton and Hove är en enhetskommun med status som city vid Englands sydkust i East Sussex i Storbritannien. Kommunen har 277 965 invånare (2022).
Den består av de sammanvuxna distrikten Brighton och Hove, som utgjorde varsitt distrikt innan den nya kommunen bildades 1 april 1997. De distrikten låg i East Sussex, som Brighton and Hove fortfarande är en del av geografiskt och i ceremoniella sammanhang. Förutom orterna Brighton och Hove ingår även orten Rottingdean i kommunen. Kommunen är inte indelad i civil parishes med undantag av Rottingdean som är kommunens enda civil parish. 
Brighton and Hove ingår i tätorten Brighton/Worthing/Littlehampton, som är den tolfte största i Storbritannien. Både kommunen och tätorten har den största befolkningen i sina respektive kategorier i regionen Sydöstra England.
Alldeles väster om staden ligger Shoreham-by-Sea, och österut ligger Peacehaven och Newhaven. Fotbollsklubben Brighton & Hove Albion FC bildades många år före distriktet.